# Calyptomyrmex stellatus
Calyptomyrmex stellatus är en myrart som beskrevs av Santschi 1915. Calyptomyrmex stellatus ingår i släktet Calyptomyrmex och familjen myror. Inga underarter finns listade.